# Babimost (gmina)
Pour les articles homonymes, voir Babimost.
La gmina de Babimost est une gmina urbaine-rurale (gmina miejsko-wiejska) ou mixte de la powiat de Zielona Góra, dans la Voïvodie de Lubusz, dans l'ouest de la Pologne.
Son siège administratif (chef-lieu) est la ville de Babimost qui se situe à environ 32 kilomètres au nord-est de Zielona Góra (siège de la diétine régionale).
La gmina couvre une superficie de 92,75 km2 pour une population de 6 507 habitants en 2006 avec une population pour la ville de Babimost de 4 150 habitants et pour la partie rurale de 2 357 habitants.

## Histoire
De 1975 à 1998, la gmina est attachée administrativement à la voïvodie de Zielona Góra.

Depuis 1999, elle fait partie de la voïvodie de Lubusz.

## Géographie
Outre la ville de Babimost, la gmina inclut les villages et localités de :

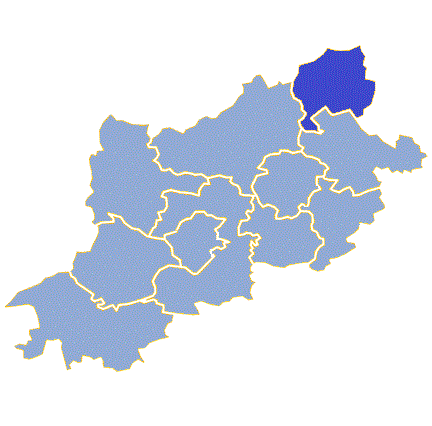
Plan de la gmina

- Janowiec
- Kolesin
- Kuligowo
- Laski
- Leśniki
- Nowe Kramsko
- Podmokle Małe
- Podmokle Wielkie
- Podzamcze
- Stare Kramsko
- Zdzisław

### Gminy voisines
La gmina de Babimost est voisine des gminy suivantes :
- Kargowa
- Siedlec
- Sulechów
- Szczaniec
- Zbąszyń
- Zbąszynek

## Structure du terrain
D'après les données de 2002, la superficie de la commune de Babimost est de 92,75 kilomètres carrés, répartis comme telle :
- terres agricoles : 48%
- forêts : 35%

La commune représente 5,91% de la superficie du powiat.

## Démographie
Données du 30 juin 2004:
| Description        | Total  | Total | Femmes | Femmes | Hommes | Hommes |
| ------------------ | ------ | ----- | ------ | ------ | ------ | ------ |
| Unité              | Nombre | %     | Nombre | %      | Nombre | %      |
| Population         | 6 383  | 100   | 3 275  | 50,3   | 3 231  | 49,7   |
| Densité (hab./km²) | 70,1   | 70,1  | 35,3   | 35,3   | 34,8   | 34,8   |